# جوزيف إل. لويس
جوزيف لويس (بالإنجليزية: Joseph L. Lewis)‏ (11 يونيو 1889 - 4 نوفمبر 1968) مفكر حر أمريكي وناشط ملحد وناشر ومقيم للدعاوى القضائية. خلال منتصف القرن العشرين، كان أحد أبرز الملحدين المجاهرين في أمريكا إلى جانب إيمانويل هالدمان جوليوس. ولد في مونتغومري، ألاباما لأسرة يهودية، واضطره العوز إلى ترك المدرسة في سن التاسعة للعثور على عمل. قرأ بنهم، وأصبح متعلّمًا ذاتيًا. طوّر لويس أفكاره بقراءة روبرت غرين إنغرسول -من بين آخرين- الذي ساهمت أعماله المنشورة باطلاعه على توماس بين. أُعجب في البداية بفكرة أن يصبح ملحدًا بعد أن قرأ كمًّا هائلًا من محاضرات إنغرسول المكرسة لمَثله الأعلى بين، والتي جلبها أخوه الأكبر إلى منزلهم. نسب لاحقًا الفضل إلى كتاب عصر المنطق لبين في مساعدته على ترك الإيمان.

## مسيرته المهنية
في عام 1920، انتقل لويس إلى نيويورك حيث تواصل مع جمعية المفكرين الأحرار، وهي منظمة تأسست عام 1915.
بصفته مؤسسًا لشركة تروث للنشر حوكم في عام 1927 على يد جون ساكستون سومنر، أمين جمعية نيويورك لمكافحة الرذيلة، «لنشر كتاب حقائق جنسية لويليام روبنسون وبيعه ... في إحدى جلسات الاستماع [في عام 1921]، صرح أحد المستشارين أن لائحة اتهام فيدرالية أُعدَّت ضد تروث للاشتباه بأنها لا ترسل معلومات تتعلق بمنع الحمل إلى عملاء معينين فحسب، بل إنها ترسل وسائل الوقاية أيضًا».
في عام 1928، أدمج لويس جمعية المفكرين الأحرار وأعاد تسميتها «المفكرين الأحرار في أمريكا» وأصبح رئيسًا لها (لقب احتفظ به لبقية حياته). أسس لاحقًا شركة النشر الخاصة به، هي جمعية صحافة الفكر الحر، التي نشر من خلالها مؤلفات عن الفكر الحر، منها كتبها بنفسه. نُشر كتاب لويس بعنوان كشف القناع عن الكتاب المقدس في عام 1926 وبيعت منه 15 ألف نسخة. في الثلاثينيات من القرن العشرين، وسّع لويس شركته مع شركة فرعية هي شركة يوجينيكس للنشر التي نشرت مؤلفات لعامة الناس كتبها خبراء طبيون حول مواضيع مثل وسائل منع الحمل. على غرار هالدمان جوليوس، نشر لويس كتبًا منخفضة التكلفة حول موضوعات مثيرة للجدل وحقق نجاحًا تجاريًا باهرًا. أمّنت له أرباح شركة يوجينيكس للنشر مصدرًا للعيش الرغيد، مع عقار في مقاطعة ويستشستر، نيويورك، وشقة في بارك أفينيو في مدينة نيويورك، ومنزل في ميامي بيتش. وكان أيضًا قادرًا على تمويل العجز السنوي لجمعية المفكرين الأحرار في أمريكا؛ لذا قال مؤرخ الفكر الحر روبرت موريل «إنها في الواقع إقطاعته الخاصة».
أطلق لويس نشرة بعنوان «المفكرين الأحرار في أمريكا» في عام 1928. وفي الأربعينيات من القرن العشرين أعيدت تسميتها لتصبح «المفكر الحر» وفي الخمسينيات أصبح اسمها النهائي «عصر المنطق» (سميت على اسم كتاب توماس بين عصر المنطق). من المساهمين في النشرة: ويليام فيلدينغ وكورليس لامونت وفرانكلين ستاينر وآخرون.
رفع لويس على مدى سنوات سلسلةً من الدعاوى القضائية -غير الناجحة عمومًا- لمواجهة ما رآه انتهاكات للفصل بين الكنيسة والدولة، ونشرها في صفحات النشرات المتتالية للمفكرين الأحرار في أمريكا. وشكّك في المعالجين بالإيمان البارزين. حققت بعض مبادراته الأخرى نجاحًا كبيرًا. جمع المال لنصب تماثيل لتوماس بين في موريستاون، نيوجيرسي؛ ومسقط رأس بين في ثيتفورد، إنجلترا؛ وباريس، فرنسا. ووضع تمثالًا نصفيًا لبين في قاعة مشاهير جامعة نيويورك، مع أنه لم يتمكن من وضع تمثال نصفي لإنغرسول هناك. كان تحريضه مسؤولًا على الأقل عن إصدار طابع بريدي أمريكي (في عام 1968) تكريمًا لبين. (انسحب من حفل إزاحة الستار عنه في فيلادلفيا بعد تلاوة إحدى الصلوات). في عام 1954، نسّق الترميم الثاني لمسقط رأس الخطيب اللاأدري في القرن التاسع عشر روبرت غرين إنغرسول، وهو متحف للفكر الحر في دريسدن بنيويورك أداره لويس عدة سنوات بعد ذلك.